# Geum tirolense
Geum tirolense är en rosväxtart som beskrevs av Kern.. Geum tirolense ingår i släktet nejlikrotsläktet, och familjen rosväxter.

## Underarter
Arten delas in i följande underarter:
- G. t. tirolense
- G. t. sudeticum